# Храм Рождества Пресвятой Богородицы на Возмище (Волоколамск)
Храм Рождества Пресвятой Богородицы на Возмище — православный храм в городе Волоколамске, один из старейших памятников архитектуры на западе Московской области. Построен в 1-й половине XVI века как трёхглавый соборный храм Возмищенского мужского монастыря. Ныне приходский храм Волоколамского благочиния Одинцовской епархии Русской православной церкви. Главный престол освящён в честь праздника Рождества Пресвятой Богородицы; приделы в честь праздника Благовещения Пресвятой Богородицы, в честь иконы Божией Матери «Зна́мение».

## История
Первоначально церковь Рождества Пресвятой Богородицы была соборным храмом Николо-Богородице-Рождественского Возмищенского мужского монастыря. Обитель находилась под покровительством волоцких удельных князей и была посвящена святителю Николаю. Вначале в монастыре был один деревянный храм.
Согласно храмозданной доске, каменная церковь в честь Рождества Богородицы была построена «…по словеси архимандрита Луки в 7045 (1535) году». Надпись на вмурованной в стену правого придела плите гласит, что в 1547 году к церкви пристроили трапезную в честь преподобного Кирилла Белозерского (не сохранилась до наших дней) «повелением архимандрита Ионы Возмищенского, а мастер Повилика Тверитин».
Соборный храм стал приходской церковью, когда в 1764 году указом Екатерины II Возмищенский монастырь был упразднён. В 1762 году из-за треснувших в храме сводов были сняты две из трёх древних глав. В 1849 году старая трапезная, примыкавшая к храму, и колокольня были разобраны. Новая трапезная была построена с приделами в честь праздника Благовещения Пресвятой Богородицы (освящён в 1858 году) и в честь иконы Божией Матери «Зна́мение» (освящён в 1860 году). В 1857 году по проекту Д. М. Петропавловского была возведена трёхъярусная колокольня. К этому же времени относятся и иконостасы главного алтаря и боковых приделов.

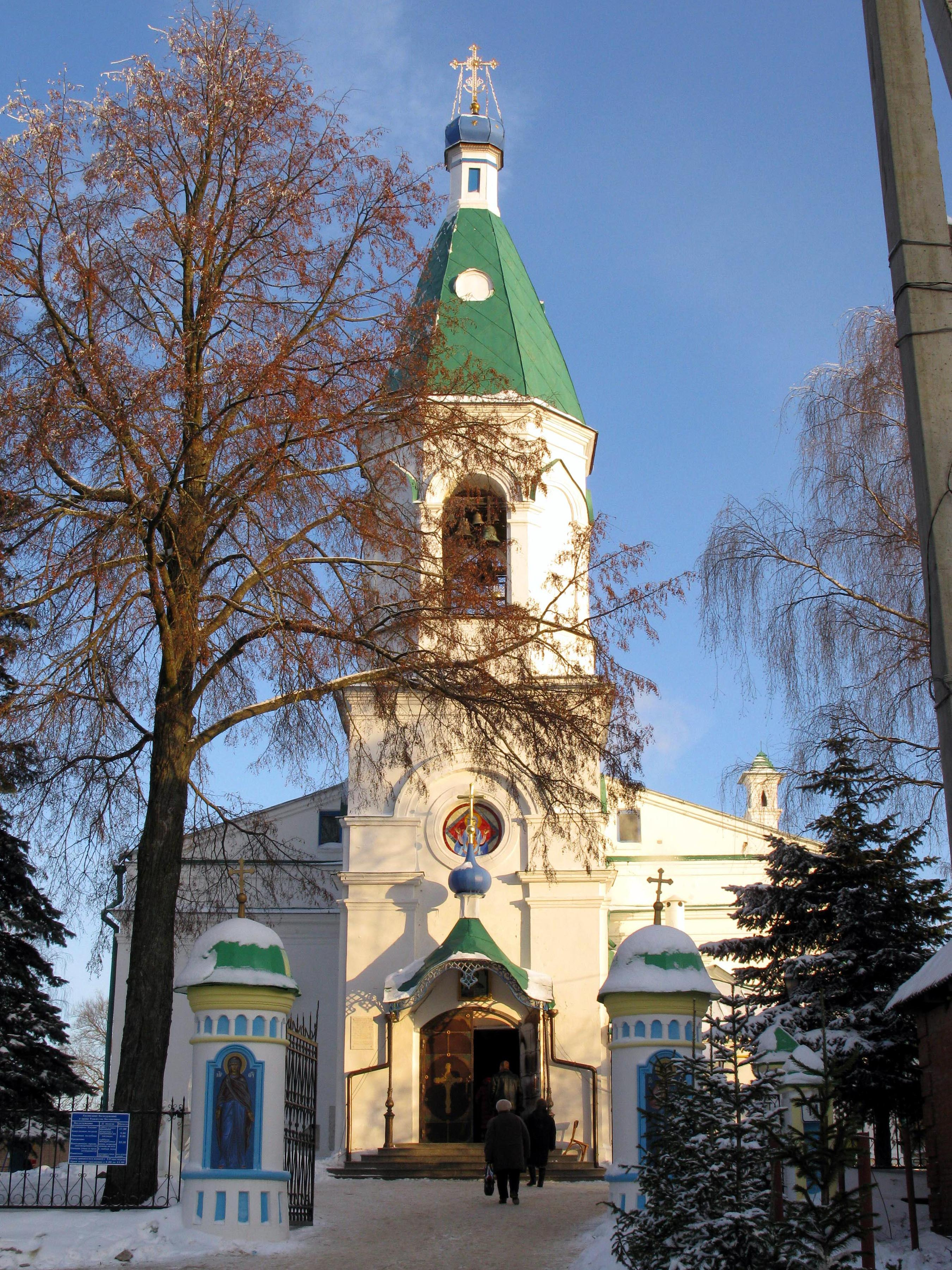
Вход в храм

В годы советской власти храм оставался действующим. Лишь во время Великой Отечественной войны богослужения были ненадолго прерваны, но вскоре возобновлены.
Расстрелянные в 1937 году клирики храма протоиереи Павел Андреев и Александр Зверев определением Священного синода от 6 октября 2001 года причислены к лику святых новомучеников Российских.
Настоятель — священник Михаил (Поляков), благочинный Волоколамского округа.

## Описание храма
Первоначально кирпичный четырёхстолпный храм был трёхглавым. Типологически близок к собору Покровского монастыря в Суздале и Спасо-Преображенскому собору в Ярославле, которые строились в первые десятилетия XVI века. По сравнению с ними Возмищенский храм отличается архаичным обликом, тяжестью и массивностью форм. Стены расчленены лопатками на три неравных прясла, завершённые полукруглыми закомарами (кокошниками). В средних закомарах помещены круглые киоты. Стены по середине высоты опоясывает карниз, переходящий в карниз апсид. Из трёх порталов сохранился северный перспективный портал с килевидным архивольтом, керамическими капителями и дыньками. Барабан завершён шлемовидной главой с ажурным крестом XVII века.
В 1792 году, во время переделки позакомарного покрытия на четырёхскатную кровлю, были разобраны два восточных барабана. Штукатурный декор сохранившегося барабана относится к середине XIX века. Трёхъярусная колокольня и двухпридельная трапезная сооружены в 1850—1857 годах в русских формах с использованием мотивов московского барокко. Иконы относятся к XVIII и XIX векам.

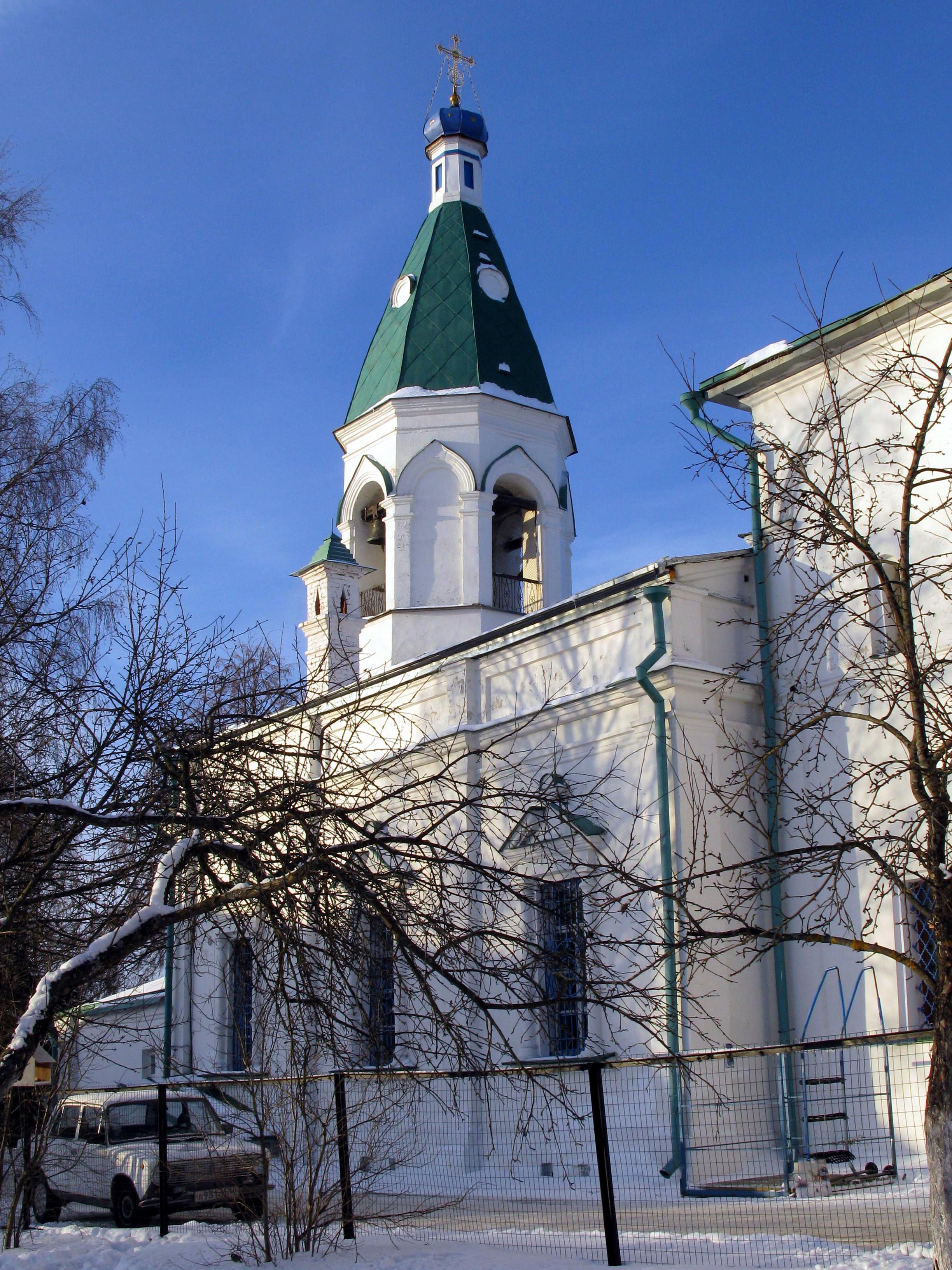
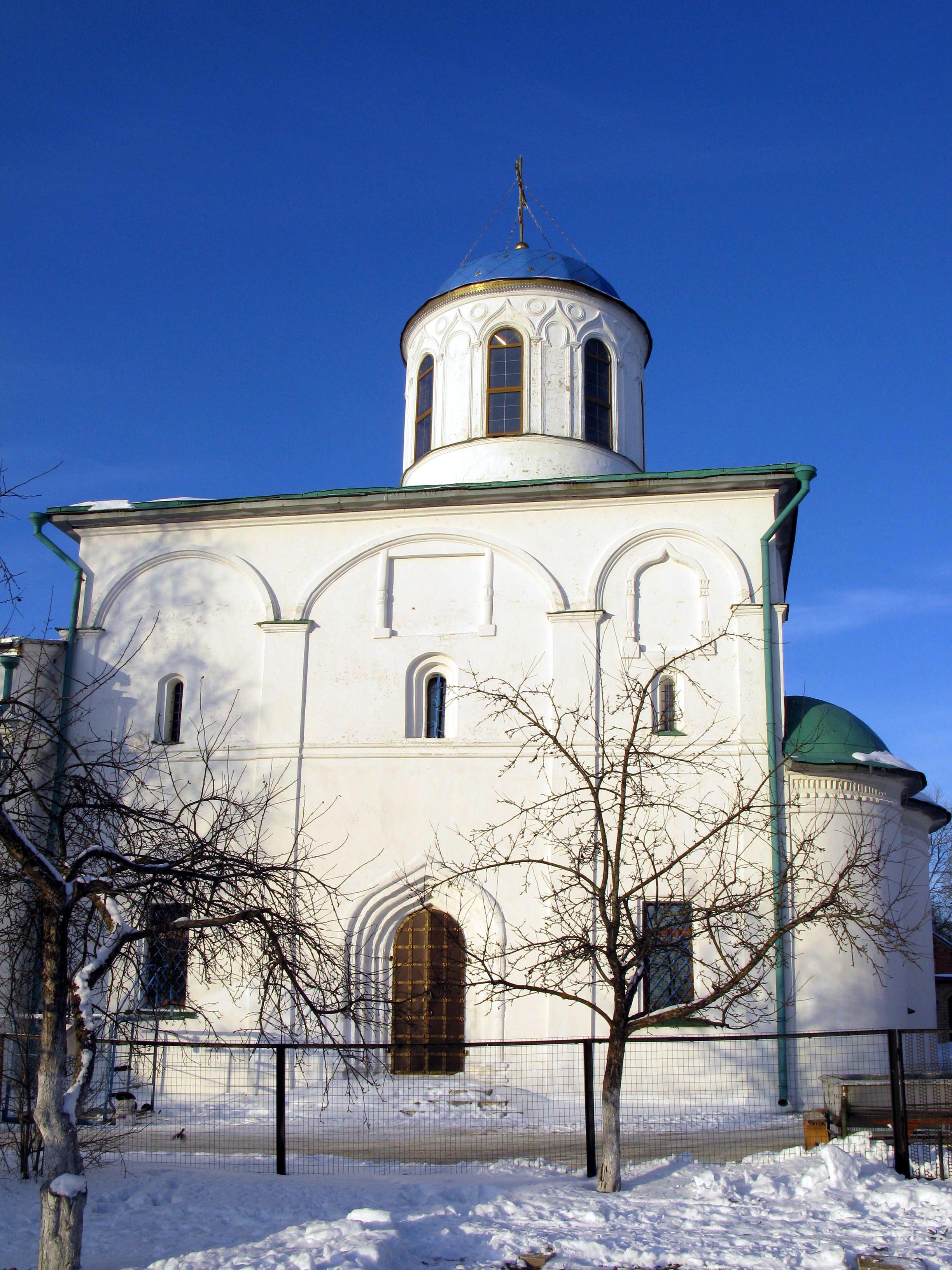

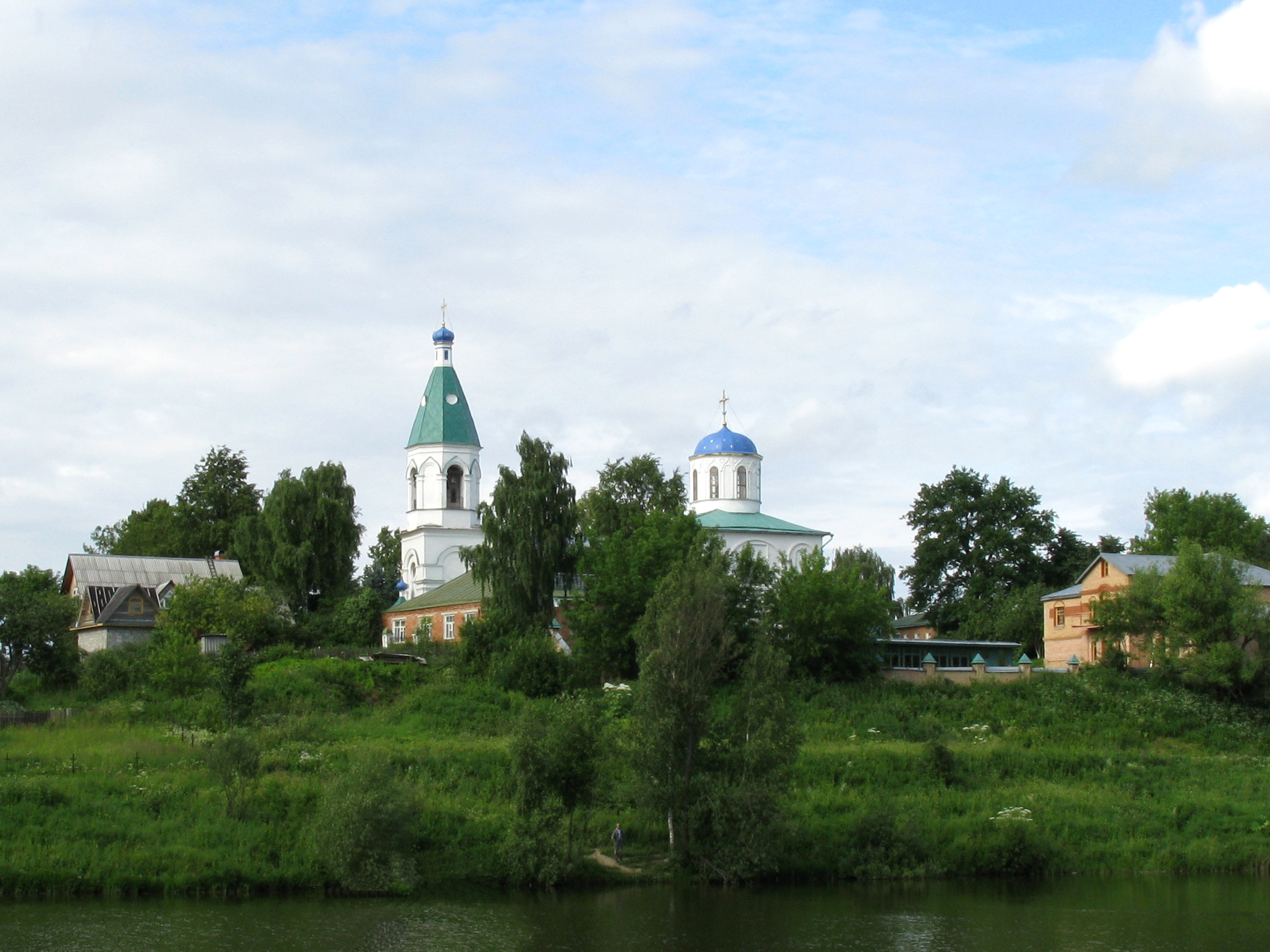
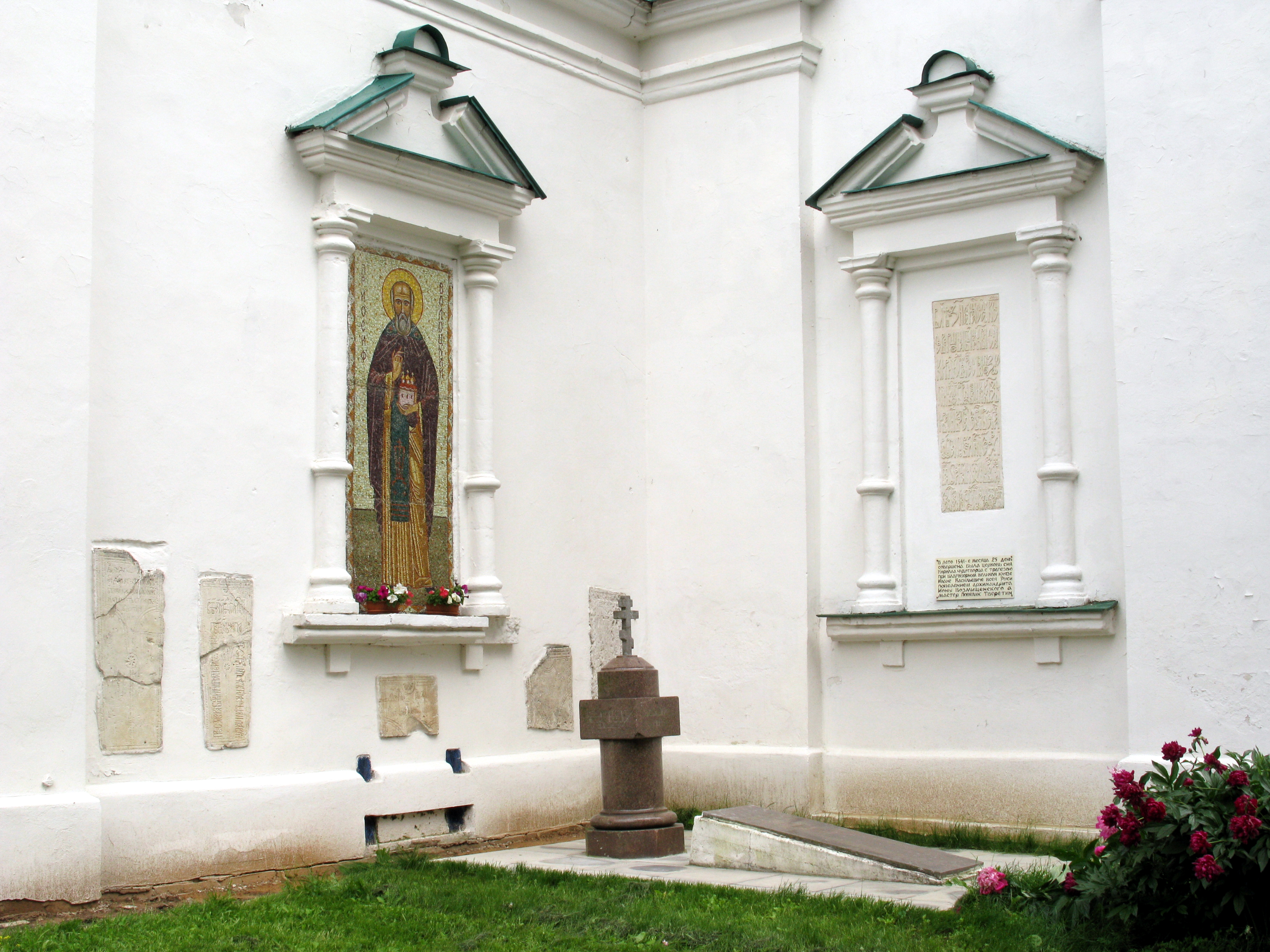
Храмозданная надпись на каменной плите (справа)